# 馬丁字灰蝶
馬丁字灰蝶（學名：Cacyreus marshalli）是屬於灰蝶科眼灰蝶亞科的一種蝴蝶，是丁字灰蝶屬的一種。分佈於歐洲南部和南非。幼蟲的寄主為牻牛兒苗科老鸛草屬和天竺葵屬的植物。

## 分佈
分佈於西班牙、葡萄牙、法國南部、德國、意大利、巴利阿里群島、加那利亞群島、摩納哥和南非等地。

## 圖集

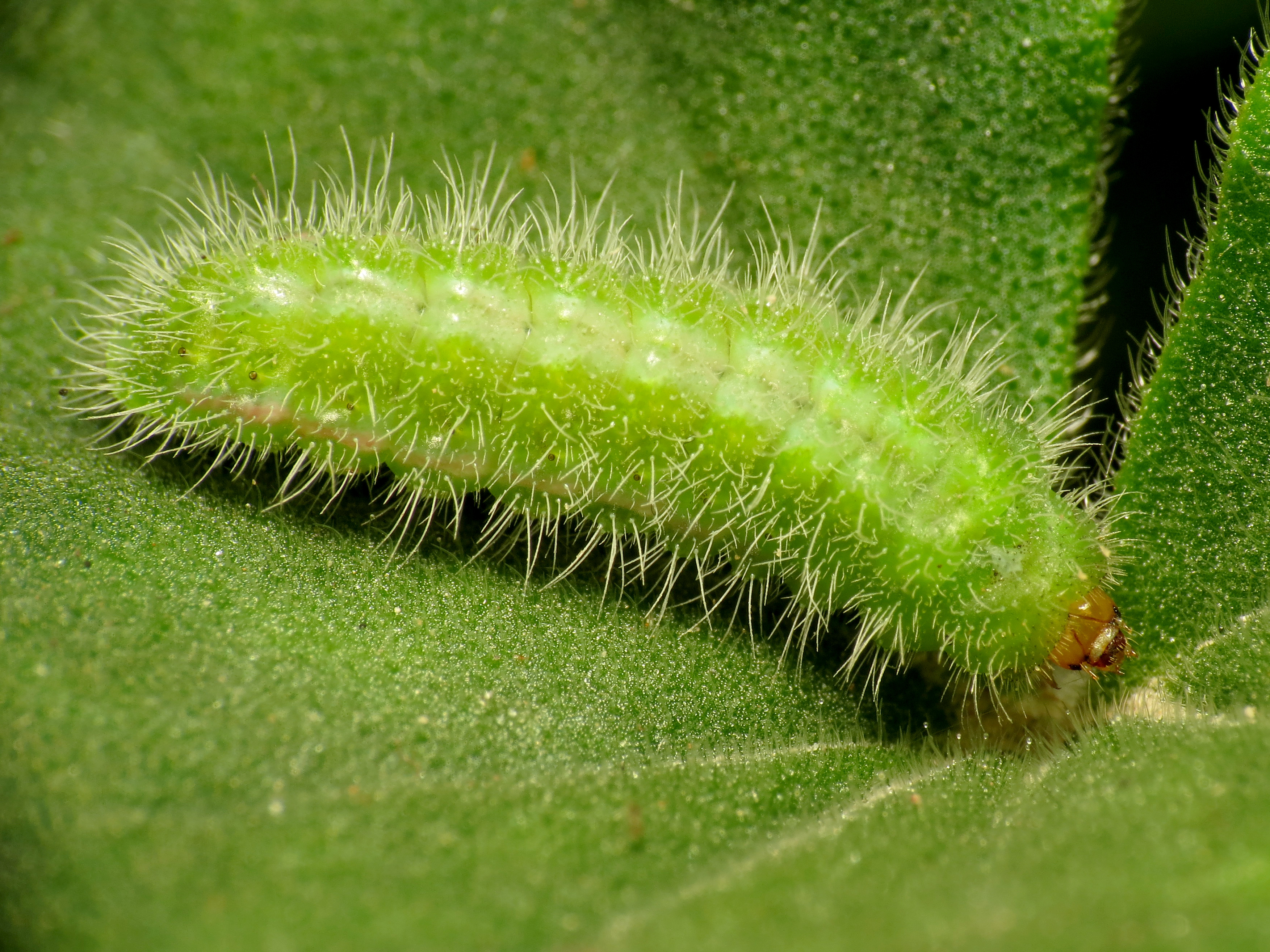
幼蟲
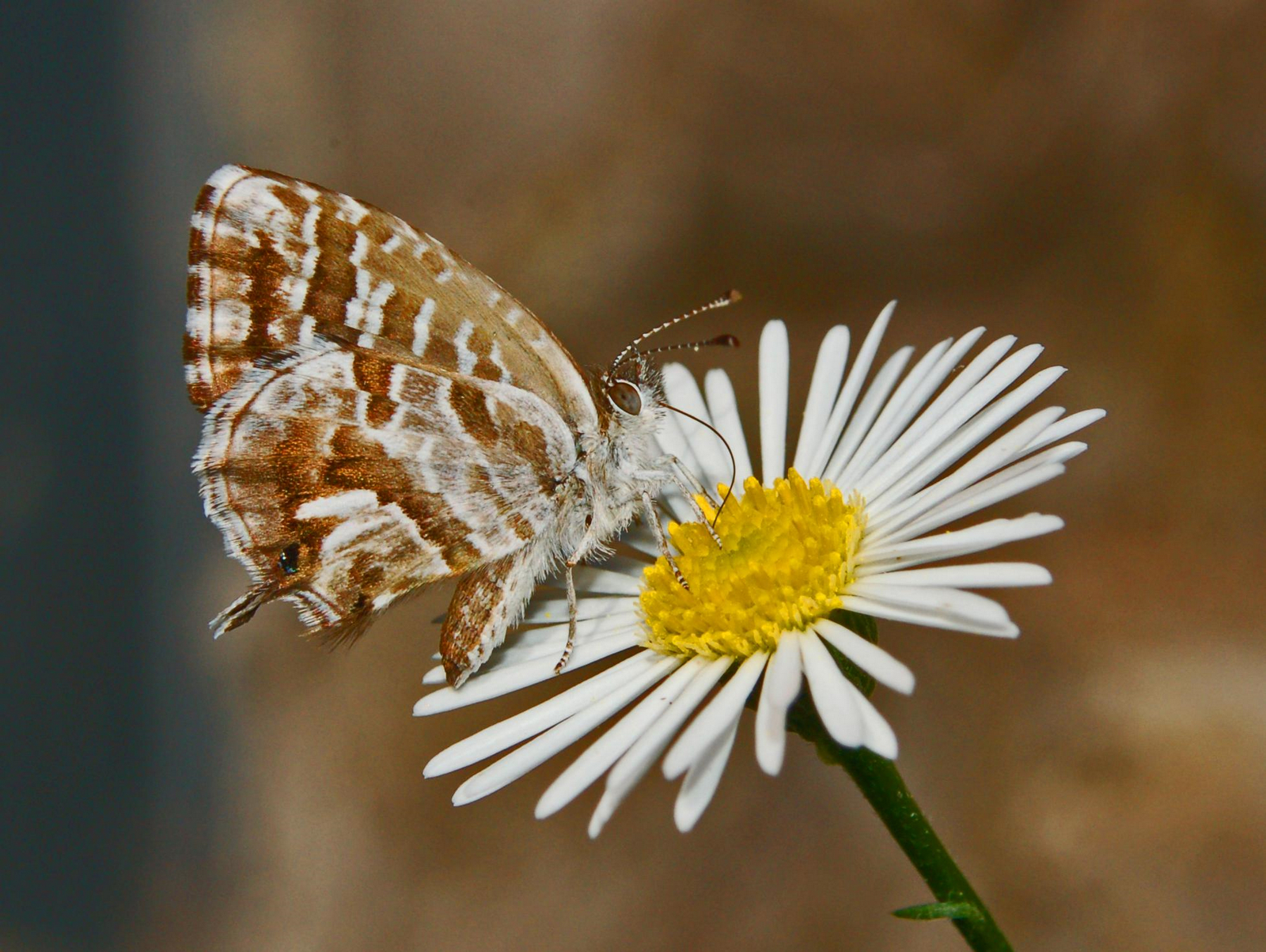
成蟲訪花

## 腳註
1. ↑  Dickson & Kroon, 1978. Pennington's Butterflies of Southern Africa
2. ↑  Cacyreus marshalli （页面存档备份，存于） - Fauna Europaea

## 外部連結
- 维基共享资源上的相關多媒體資源：馬丁字灰蝶
- Cacyreus marshalli （页面存档备份，存于） - Schmetterlinge der Schweiz （德文）
- Cacyreus marshalli （页面存档备份，存于） - Moths and Butterflies of Europe and North Africa （英文）
- Cacyreus marshalli[永久] - The Global Lepidoptera Names Index （英文）
- Cacyreus marshalli （页面存档备份，存于） - funet.fi （英文）
- Cacyreus marshalli （页面存档备份，存于） - Catalogue of Life （英文）